# Françoise Gillard
Pour les articles homonymes, voir Gillard.
Françoise Gillard, née à Charleroi, est une actrice belgo-française, sociétaire de la Comédie-Française.

## Biographie
Après des études au Conservatoire royal de Bruxelles dans la classe de Pierre Laroche, elle devient pensionnaire de la Comédie-Française le 1er novembre 1997, puis devient la 507e sociétaire le 1er janvier 2002

## Filmographie

### Cinéma
- 2000 : Ça ira mieux demain de Jeanne Labrune
- 2003 : Pas sur la bouche de Alain Resnais
- 2005 : Le Parfum de la dame en noir, de Bruno Podalydès
- 2006 : Les Amitiés maléfiques d'Emmanuel Bourdieu
- 2006 : Cœurs d'Alain Resnais
- 2008 : Intrusions de Emmanuel Bourdieu
- 2009 : Les Herbes folles d'Alain Resnais
- 2009 : Bancs publics (Versailles Rive-Droite) de Bruno Podalydès
- 2022 : La Passagère de Héloïse Pelloquet
- 2024 : Finalement de Claude Lelouch

### Télévision
- 1994 : Tempêtes de Gilles Béhat
- 1995 : Julie Lescaut, épisode 5, saison 4 : Double Rousse d'Élisabeth Rappeneau - Laure Janin
- 1997 : Docteur Sylvestre : épisode Une retraite dorée de Philippe Roussel
- 1999 : Le Destin des Steenfort de Jean-Daniel Verhaeghe : Marianne Steenfort
- 2008 : Chez Maupassant : Au bord du lit de Jean-Daniel Verhaeghe
- 2009 : Au siècle de Maupassant : La maison du chat qui pelote de Jean-Daniel Verhaeghe
- 2010 : En cas de malheur de Jean-Daniel Verhaeghe
- 2010 : George et Fanchette de Jean-Daniel Verhaeghe
- 2011 : Chez Maupassant : Boule de suif de Philippe Bérenger
- 2012 : Qu'est-ce qu'on va faire de toi ? de Jean-Daniel Verhaeghe
- 2013 : Le Bœuf clandestin de Gérard Jourd'hui
- 2013 : Une femme dans la Révolution de Jean-Daniel Verhaeghe
- 2016 : Mallory de François Guérin
- 2017: les hommes de l'ombre de Fred Garçon

### Courts-métrages
- Petite musique de chambre d'Aki Yamamoto
- Merci Docteur d'Anne Kessler
- Rendez-vous d'Eurik Allaire
- Félix de Jean-Henri Compère
- Comme ils s'en vont de  Benjamin Jungers

## Théâtre
- Un mari idéal d'Oscar Wilde, mise en scène Adrian Brine, Théâtre Antoine
- Arcadia de Tom Stoppard, mise en scène Philippe Adrien, Théâtre du Vieux-Colombier
- Les Femmes savantes de Molière, mise en scène Simon Eine, Salle Richelieu
- Amorphe d'Ottenburg de Jean-Claude Grumberg, mise en scène Jean-Michel Ribes, Salle Richelieu
- Le mal court de Jacques Audiberti, mise en scène Andrez Seweryn théâtre du Vieux-Colombier
- L'Âne et le ruisseau, de Musset, mise en scène Nicolas Lormeau, Studio théâtre
- Le Dindon de Feydeau mise en scène Lukas Hemleb salle Richelieu
- Esther de Racine, mise en scène Alain Zaeppfel salle Richelieu
- Les Fables de La Fontaine, mise en scène Bob Wilson, Comédie-Française, Salle Richelieu
- Et ne va malheurer de mon malheur ma vie Robert Garnier Laboratoire des formes, mise en scène Eric Ruf Studio théâtre
- Ophélie et autres animaux de Jacques Roubeau, mise en scène Jean-Pierre Jourdain studio théâtre
- La mégère apprivoisée de Shakespeare, mise en scène Oskaras Korsunovas, salle richelieu
- Feu le music-hall d'après Colette, mise en scène de Karine Saporta théâtre du Vieux-Colombier
- Don Juan de Molière, mise en scène Jacques Lasalle salle Richelieu
- Griefs d'Ingmar Bergman, Henrik Ibsen, August Strindberg, mise en scène Anne Kessler, Studio-Théâtre de la Comédie-Française
- Platonov de Tchekhov, mise en scène Jacques Lassalle
- Pur de Lars Norén, mise en scène Lars Norén théâtre du Vieux-Colombier
- Les affaires sont les affaires d'Octave Mirbeau, mise en scène Marc Paquien, Théâtre du Vieux-Colombier : Germaine Lechat
- Les Naufragés de Guy Zilberstein, mise en scène Anne Kessler, Théâtre du Vieux-Colombier
- Cyrano de Bergerac d'Edmond Rostand, mise en scène Denis Podalydès, Salle Richelieu
- Un tramway nommé Désir de Tennessee Williams, mise en scène Lee Breuer, Salle Richelieu
- Agamemnon de Sénèque, mise en scène Denis Marleau, Salle Richelieu
- Chansons déconseillées, mise en scène Philippe Meyer, Studio-Théâtre
- Signature spectacle de danse inspiré par Sidi Larbi Cherkaoui sous le regard de Claire Richard théâtre du Vieux-Colombier
- Erzuli Dahomey de Jean-René Lemoine, mise en scène Eric Génovèse Théâtre du Vieux-Colombier
- On ne badine pas avec l'amour de Musset, mise en scène Yves Beaunesne structure éphémère
- 2012 - 2014 :Antigone de Jean Anouilh, mise en scène Marc Paquien, Théâtre du Vieux-Colombier : Antigone
- 2013 : Hernani de Victor Hugo, mise en scène Nicolas Lormeau, Théâtre du Vieux-Colombier, Dona Josépha, le Laquais et un Conspirateur
- 2013 : Psyché de Molière, mise en scène Véronique Vella, Comédie-Française, Salle Richelieu
- 2015 : L'Autre, conception Françoise Gillard et Claire Richard, d'après une idée originale de Françoise Gilard, création au studio 104 et reprise au Théâtre du Vieux-Colombier
- 2015 : Les Enfants du silence de Mark Medoff, mise en scène Anne-Marie Etienne, Théâtre du Vieux-Colombier
- 2016 : Cyrano de Bergerac d'Edmond Rostand, mise en scène Denis Podalydès, Salle Richelieu
- 2017: La Ronde de Arthur Schnitzler, mise en scène Anne Kessler, théâtre du Vieux-Colombier
- 2017: L'Evénement de Annie Ernaux, sous le regard de Denis Podalydès, Studio théâtre
- 2017: Tournée de 20 000 lieux sous les mers de Jules Verne, mise en scène Christian Hecq et Valérie Lesort
- 2018 : Poussière de Lars Noren, mise en scène de l'auteur, Salle Richelieu
- 2019: La Locandiera de Goldoni, mise en scène Alain Françon,
- 20 000 lieux sous les mers Mise en scène Christina Hecq et Valérie Lesrot au théâtre du Vieux-Colombier ;
- Tournée L'Evénement de Annie Ernaux au Maroc ;
- Création et conception  d'un spectacle dansé "Parce que j'en avais besoin" à la Maison des Arts de Créteil et au théâtre des Bernardines à Marseille ;
- Hors la loi, mise en scène Pauline Bureau, théâtre du Vieux-Colombier
- Electre-Oreste mise en scène Ivo van Hove  salle Richelieu
- Jules Cesar mise en scène Rodolphe Dana théâtre du Vieux-Colombier
- Tournée de L'Evénement de Annie Ernaux au Liban
- 2020:  Reprise de Hors la loi mise en scène Pauline Bureau au théâtre du Vieux-Colombier et tournée au Luxembourg
- 2021: Sois belle et tais-toi adaptation du documentaire de Delphine Seyrig dans le cadre des théâtres à la table
- Music hall de Jean-Luc Lagarce, mise en scène Glysleïn Lefever
- 7 minutes mise en scène Maëlle Poésy théâtre du Vieux-Colombier
- Le Bourgeois Gentilhomme, mise en scène Christian Hecq et Valérie Lesort salle Richelieu
- 2022: L'Avare mise en scène Lilo Baur salle Richelieu
- Tournée de 7 minutes en France
- 2023: Création et mise en scène de La Ballade de Souchon au Studio théâtre
- Fragments Noren, hommage à Lars Noren théâtre du Vieux-Colombier
- Reprise de l'Avare salle Richelieu
- Je reviens de loin de Claudine Galéa, mise en scène Sandrine Nicolas au Studio théâtre
- Reprise du Bourgeois Gentilhomme salle Richelieu
- 2024: Culottés adaptation de la BD de Pénélope Bagieu, mise en scène de Justine Heynemann au Studio théâtre
- Tournée de l'Evénement de Annie Ernaux
- Reprise de l'Avare salle Richelieu
- 2025: Pinocchio Créature de Sophie Bricaire, mise en scène Sophie Bricaire au Studio théâtre
- Reprise du Bourgeois Gentilhomme salle Richelieu

## Distinctions

### Récompenses
- Prix du Syndicat de la critique 2001 : meilleure comédienne pour Le Mal court
- Prix SACD 2002 : Prix Suzanne-Bianchetti
- Double prix Beaumarchais 2013 de la meilleure comédienne pour Antigone

### Nominations
- Molières 2001 : Molière de la révélation théâtrale pour Le Mal court
- Molières 2002 : Molière de la révélation théâtrale pour Le Mal court
- Molières 2017 : Molière de la comédienne dans un spectacle de théâtre public pour Les Enfants du silence

### Décorations
- Coq de cristal de la communauté Wallonie-Bruxelles pour la personnalité belge de l'année (2002)
- Chevalier des Arts et des Lettres (2009)
- Citoyenne d'honneur de la ville de Thuin (2014)
- Chevalier du Mérite wallon (Ch.M.W.) (2014)
- Officière des Arts et des Lettres (2019)

## Livres audio
- La Mystérieuse Affaire de Styles (version abrégée) d'Agatha Christie, Éditions Thélème, 2005
- Les liaisons dangereuses de Pierre Choderlos de Laclos, Éditions Gallimard
- Les Quatre Filles du docteur March de Louisa May Alcott, Éditions Thélème, 2008
- Le crime du Comte de Nevilles d'Améile Nothomb 2015
- Frappe-toi le coeur d'Amélie Nothomb 2017
- Les prénoms épicènes d'Amélie Nothomb 2018
- Les Aréostats d'Amélie Nothomb 2020
- Les Roses Fauves de Carole Martinez 2020
- Stupeurs et tremblement d'Amélie Nothomb 2020
- Une Farouche liberté de Gisèle Halimi et Annick Cojean 2021
- Premier Sang d'Amélie Nothomb 2021
- Les Enfants sont rois de Delphine de Vigan 2021
- Regarde les lumières mon amour d'Annie Ernaux 2021
- S'Adapter de Clara Dupond-Monod 2021
- Le livre des sœurs d'Amélie Nothomb 2022
- Le jeune Homme d'Annie Ernaux 2022
- Psychopompe d'Amélie Nothomb 2023
- L'impossible retour d'Amélie Nothomb 2024
- Dors ton sommeil de brute de Carole Martinez 2024
- Les Combustibles de Amélie Nothomb 2025
- Tant mieux de Amélie Nothomb 2025